# Нік Парк
Сер Ніколас Вулстен Парк (англ. Nicholas Wulstan Park; 6 грудня 1958, Престон, графство Ланкашир, Англія) — британський аніматор, працює в жанрі пластилінової анімації.
Народився 6 грудня 1958 року в Престон, графство Ланкашир, Англія.
Перший фільм зняв на горищі батьківського будинку в 13 років, в 17 років мультфільм «Нічний кошмар Арчі» показали на BBC.
Навчався в артшколі в Шеффілді, потім в анімаційній студії при Національній школі кіно і телебачення. У лютому 1985 приєднався до об'єднання «Aardman Animations», працює режисером, аніматором, бере участь у створенні рекламних роликів, музичних відеокліпів.
Чотириразовий лауреат премії Оскар за мультфільми: «У світі тварин», «Неправильні штани», «Стрижка „під нуль“» і «Прокляття кролика-перевертня».

## Фільмографія
- 1989 — У світі тварин (короткометражний фільм)
- 1989 — Неймовірні пригоди Воллеса і Громіта: Пікнік на Місяці
- 1993 — Неймовірні пригоди Воллеса і Громіта: Неправильні штани
- 1995 — Неймовірні пригоди Воллеса і Громіта: Стрижка «під нуль»
- 2000 — Втеча з курника
- 2002 — Воллес і Громіт: Хитромудрі пристосування
- 2003–2006 — У світі тварин (серіал)
- 2005 — Воллес і Громіт: Прокляття кролика-перевертня
- 2007 — донині — Баранчик Шон (серіал)
- 2008 — Неймовірні пригоди Воллеса і Громіта: Справа про хліб і смерті
- 2015 — Баранчик Шон (повнометражний фільм)
- 2018 — Дикі предки (повнометражний фільм)
- 2019 — Баранчик Шон: Фермагеддон (повнометражний фільм)
- 2024 — Воллес і Ґроміт: Перната відплата (повнометражний фільм)